# Заїд Кунбар
Заїд Кунбар (араб. زيد القنبر; нар. 4 вересня 2002) — палестинський футболіст, нападник лівійського клубу «Аль-Іттіхад» (Триполі) і національної збірної Палестини.

## Клубна кар'єра
Кунбар виріс у районі Джабаль Мукабер в Єрусалимі. Починав грати в молодіжній команді єрусалимського «Хапоеля», а потім перебрався в єрусалимський «Бейтар». Наприкінці 2019 року він на два місяці перейшов у «Хапоель» (Хадера).
13 травня 2023 року він підписав контракт з клубом «Аль-Вахдат» з Йорданської Про-ліги, але через місяць повернувся в «Джабаль Аль-Мукабер».
На початку 2024 року уклав контракт з лівійськтим клубом «Аль-Іттіхад» (Триполі).

## Міжнародна кар'єра
2023 року дебютував в офіційних матчах у складі національної збірної Палестини.
У січні 2024 року, разом зі своїм братом Шехабом, Кунбар у складі Палестини був включений до заявки на Кубок Азії 2023 року, де у матчі групового етапу проти Гонконгу (3:0) забив свій перший гол за збірну.